# 1954 في إيران
فيما يلي قوائم الأحداث التي وقعت خلال عام 1954 في إيران.

## ظهور
- 1 يناير – زمزم كولا

## مواليد

### يناير
- 1 يناير – عبد الواحد الموسوي اللاري سياسي إيراني.
- 1 يناير – غارنيك شابندري لاعب كرة قدم إيراني.

### فبراير
- 6 فبراير – محمد نهاونديان
- 27 فبراير – علي رضا قشقاييان لاعب كرة قدم إيراني.

### مارس
- 11 مارس – أحمد متوسليان دبلوماسي إيراني.

### مايو
- 19 مايو – جعفر مدرس صادقي كاتب إيراني.
- 27 مايو – شهرداد روحاني

### يونيو
- 16 يونيو – ناصر نورائي لاعب كرة قدم إيراني.
- 25 يونيو – دريوش شكوف

### يوليو
- 16 يوليو – جواد الله وردي لاعب كرة قدم إيراني.

### أغسطس
- 15 أغسطس – حبيب خيبري لاعب كرة قدم إيراني.
- 31 أغسطس – محمد جهان آرا

### سبتمبر
- 9 سبتمبر – محسن رضائي سياسي إيراني.

## وفيات

### فبراير
- 5 فبراير – حسين سميعي (مواليد 1874) سياسي إيراني.